# Andrea Rota
Andrea Rota (Bologna, 1553 circa – Bologna, giugno 1597) è stato un compositore italiano.

## Biografia
Quasi nulla si conosce sulla vita di Rota. Dopo aver lavorato alcuni anni a Roma, fu a Venezia, dove nel 1579 diede alle stampe il suo Primo libro de Madrigali a cinque voci, e infine tornò a Bologna, dove fu nominato maestro di cappella della Basilica di San Petronio nel maggio del 1583 dal cardinale Giacomo Boncompagni, il quale lo acclamò come: "persona molto fondata nelle musiche... conosciuto per buon musico compositore quanto altro di questi tempi, pratico nell'insegnare havendo più anni tenuto scola publica con molto concorso di scolari."
Egli poté quindi disporre di un grande coro composto da 34 cantori, dei quali 20 putti cantori, e 3 strumentisti (un organista, un trombonista e un cornettista). Nel 1584 pubblicò il Motectorum liber primus (primo libro di mottetti) e il 12 dicembre 1594 il suo stipendio mensile aumentò da 20 a 24 lire. L'anno seguente ricevette un compenso di 80 lire per la pubblicazione del suo Missarum liber primus (libro primo di messe):
...quod dominus Andreas Rota magister cantus qui fecit plures psalmos magnificat in variis tonis pro Ecclesia Sancti Petronij et choro, etiam fecit et composuit plures missas quas canit in dies in ecclesia et cum multa satisfactione intenditur tales missas imprimi facere et libros de illis impressos habere et uti tam in ecclesia quam in aliis locis quod esset res honorabilis.
Alla morte del compositore la corale da lui diretta era così formata: 30 cantanti, di cui 20 putti, quattro trombonisti, un cornettista, un violinista e due organisti: infatti l'anno precedente, nel 1596, fu ordinata all'organaro Baldassarre Malamini la costruzione di un secondo organo all'interno della basilica.

## Considerazione sull'artista
Apprezzato maestro di cappella, fu ammirato come compositore anche molti anni dopo la sua morte, ad esempio da Charles Burney che elogiava la sua maestria contrappuntistica.

## Lavori

### Musica sacra
- Motectum liber primus a 5-8 voci (1584)
- Motectum liber secondus a 5-8 voci e 10 voci (1595)
- Missarum liber primus (1595)
- Salmi a 3 chori
- 4 messe: Missa brevis a 4 voci, Misse de bello a 6 voci, Missa En voz à Dieux a 5 voci, Missa primi toni a 6 voci
- 2 salmi: Dixit Dominus a 8 voci, Hodie Christus natus est a 9 voci
- 11 magnificat a 8 e 12 voci
- Altri lavori minori

### Musica profana
- Il primo libro de madrigali a 5 voci (1579)
- Il secondo libro de madrigali a 5 voci (1589)
- Il primo libro de madrigali a 4 voci (1592)
- Altri lavori minori